# چار نهال‌گنج
چار نهال‌گنج (به لاتین: Char Nehalganj) یک روستا در بنگلادش است که در استان باریسال و در ناحیه باریسال واقع شده است.